# 게릴라 채용
게릴라 채용은 ‘단타형 수시채용’, ‘그림자 채용’ 등 이른바 ‘비정규 채용방식’을 통틀어 말하는 채용시장 신조어다. 1990년대 후반 이 말을 처음 사용한 취업전문가 유종현 건설워커 대표에 따르면, 정기 공채와 달리 일정한 룰이 없이 불규칙적으로 진행된다고 해서 ‘게릴라’란 말을 붙였다고 한다. 게릴라채용은 주로 채용비수기, 불황기에 자주 등장하는 용어다.

## 같이 보기
- 그림자 채용